# Steve West (darter)
Steve West (Epping, 5 juni 1975) is een Engelse darter die uitkomt voor de PDC. Hij is de jongere broer van Tony West, die in 2003 de Winmau World Masters won. Steve West was getrouwd met een Nederlandse en woonde geruime tijd in Den Haag. Samen met zijn ex-vrouw kreeg hij twee kinderen. Hij spreekt hierdoor ook Nederlands, zo bleek uit een interview dat hij onder anderen had met RTL7 Darts tijdens de World Matchplay van 2017 en de Dutch Darts Masters van 2017. Van 2005 tot 2012 kwam West uit voor de BDO, maar stapte in 2012 samen met zijn broer over naar de PDC.
Tijdens de World Matchplay Darts van 2017 schakelde hij in de eerste ronde Michael Smith uit. Hij verloor in de tweede ronde van Darren Webster.

## Resultaten op Wereldkampioenschappen

### BDO
- 2008: Laatste 32 (verloren van Ted Hankey met 2-3)
- 2009: Laatste 32 (verloren van Alan Norris met 0-3)
- 2010: Laatste 32 (verloren van Martin McCloskey met 2-3)
- 2011: Laatste 32 (verloren van Dave Chisnall met 2-3)
- 2012: Laatste 32 (verloren van Tony O'Shea met 0-3)

### PDC
- 2017: Laatste 64 (verloren van  Mervyn King met 2-3)
- 2018: Laatste 16 (verloren van Gary Anderson met 2-4)
- 2019: Laatste 32 (verloren van Devon Petersen met 2-4)
- 2020: Laatste 64 (verloren van Ryan Searle met 0-3)
- 2021: Laatste 64 (verloren van Peter Wright met 1-3)

## Resultaten op de World Matchplay
- 2017: Laatste 16 (verloren van Darren Webster met 7-11)
- 2018: Laatste 32 (verloren van Daryl Gurney met 10-12)